# Thecadactylus oskrobapreinorum
Thecadactylus oskrobapreinorum — вид геконоподібних ящірок родини Phyllodactylidae. Ендемік острова Сен-Мартен. Описаний у 2011 році.

## Поширення і екологія
Thecadactylus oskrobapreinorum мешкають на острові Сен-Мартен в групі Малих Антильських островів. Вони живуть в тропічних лісах та на узліссях.